# Вълчо Стефанов
Вълчо Стефанов Димитров е български революционер, одрински деец на Вътрешната македоно-одринска революционна организация.

## Биография
Роден е в 1866 година в лозенградското село Коево, тогава в Османската империя. Присъединява се към ВМОРО още млад и действа като и четник. През април четата на Лазар Маджаров и Лазо Лазов дава сражение на османска войска при Коево, при което Стефанов е заловен. Съден е в Лозенград и Одрин и е осъден на 15 години затвор. Лежи в Одрин, Цариград и отново в Одрин.
Освободен след султанска амнистия, тъй като Коево е опожарено от османската войска, Стефанов се изселва в Свободна България и се заселва във Варна.
На 23 февруари 1943 година, като жител на Варна, подава молба за българска народна пенсия, която е одобрена и пенсията е отпусната от Министерския съвет на Царство България.